# Вељко Совиљ
Вељко Совиљ (Бусије, село Бјелај код Петровца, 1919 — Београд) био је учесник Народноослободилачке борбе, пуковник ЈНА и носилац Партизанске споменице.

## Биографија
Вељко Совиљ рођен је 1919. године у мјесту Бусије (заселак Чојлук), у селу Бјелају код Петровца, од оца Паје и мајке Мике Радановић Васић из Врточа. Године 1923. са породицом је преселио из Бјелаја у Врточе (у врточки заселак Главицу), гдје је Вељко одрастао. Потиче из земљорадничке породице. Отац Пајо био је аустроугарски војник, а потом солунски добровољац. Након рата добио је посјед у Војводини, али га је замијенио за бонове и 1923. године се преселио у Врточе, на имање женине породице, које је остало пусто након Првог свјетског рата. Вељко је одрастао са оцем, мајком и сестром Видом. Сестра му се удала у Шкундриће у Вођеницу и убијена је 1941. Мајка му је умрла 1944. године, а отац му је након рата колонизовао у Пазову. Прије рата Вељко је био радник. Био је ожењен Маром Ђурица из Палучака и са њом добио синове Божу, Милу, Дану и Драгана.
По окупацији Југославије, Вељко се укључио у припреме оружаног устанка 27. јула 1941. Од првих дана учествовао је у устаничким и герилским акцијама. Био је припадник Треће крајишке бригаде. Учесник је Битке на Сутјесци. О својим ратним искуствима писао је у зборнику сјећања Петровац у НОБ.
У рату је обављао више дужности. Почетком рата био је борац Врточке чете. Године 1942. примљен је у КПЈ. Био је бистар и оштроуман, па је 1943. године постављен за замјеника комесара 2. чете 1. батаљона Треће крајишке бригаде, а убрзо потом и замјеника политичког комесара батаљона. Након тога обављао је дужност политичког инструктора у Дивизијском комитету.
Након рата служио је као официр у ЈНА. Послије рата завршио је Вишу војну академију и постављен је за команданта пука. Пензионисан је у чину пуковника.
Више пута је одликован. Носилац је Партизанске споменице 1941. Уредник је зборника сјећања Трећа крајишка бригада.
Умро је 1989. године у Београду, а сахрањен је у Старој Пазови.